# Eratòstenes d'Atenes
Eratòstenes d'Atenes (en llatí Eratosthenes, en grec antic Ἐρατοσθένης) fou un dels Trenta Tirans d'Atenes.
Lísies l'esmenta en un discurs dirigit contra ell, que va fer poc després de la caiguda dels Trenta i el retorn de Lísies de l'exili. Va ser assassinat per Eufilet, que Lísies defensava en el seu discurs.